# Tercera División de España 2011-12
La temporada 2011-12 de la Tercera División de España de fútbol comenzó el 20 de agosto de 2011 y terminó el 24 de junio de 2012 con los playoff finales.

## Promoción de ascenso a Segunda División B

### Equipos clasificados
Los equipos clasificados para la Promoción de ascenso a Segunda División B de la temporada 2011-12 se exponen en la siguiente tabla: 
Se indican en negrita los equipos que consiguieron el ascenso.
| Grupo I            | Grupo II                     | Grupo III                  | Grupo IV            | Grupo V                  | Grupo VI             |
| ------------------ | ---------------------------- | -------------------------- | ------------------- | ------------------------ | -------------------- |
| 1º C.D. Ourense    | 1º Caudal Deportivo          | 1º S.D. Noja               | 1º C.D. Laudio      | 1º A.E. Prat             | 1º Catarroja C.F.    |
| 2º Alondras C.F.   | 2º R. Avilés Industrial C.F. | 2º C.D. Laredo             | 2º Barakaldo C.F.   | 2º R. C. D. Espanyol B   | 2º Levante U. D. "B" |
| 3º C.C.D. Cerceda  | 3º U.P. Langreo              | 3º R.Racing C. Santander B | 3º Club Portugalete | 3º A.E.C. Manlleu        | 3º Muro C.F.         |
| 4º Pontevedra C.F. | 4º C.D. Tuilla               | 4º C.D. Cayón              | 4º S.D. Beasáin     | 4º C.F. Pobla de Mafumet | 4º U.D. Alzira       |

| Grupo VII              | Grupo VIII                | Grupo IX               | Grupo X                 | Grupo XI            | Grupo XII                |
| ---------------------- | ------------------------- | ---------------------- | ----------------------- | ------------------- | ------------------------ |
| 1º C.F. Fuenlabrada    | 1º Real Valladolid C.F. B | 1º Loja C.D.           | 1º Atl. Sanluqueño C.F. | 1º C.E. Constància  | 1º C.D. Marino           |
| 2º Real Madrid C. F. C | 2º Real Ávila C.F.        | 2º Unión Estepona C.F. | 2º San Fernando C.D.    | 2º C.D. Binissalmen | 2º S.D. Tenisca          |
| 3º C.D. Puerta Bonita  | 3º Cultural Leonesa       | 3º U.D. Marbella       | 3º C.D. Mairena         | 3º C.D. Llosetense  | 3º U. D. Las Palmas Atl. |
| 4º A.D. Parla          | 4º G.C.E. Villaralbo C.F. | 4º U.D. Maracena       | 4º Coria C.F.           | 4º C.D. Montuiri    | 4º C.D. Vera             |

| Grupo XIII            | Grupo XIV           | Grupo XV           | Grupo XVI         | Grupo XVII                | Grupo XVIII            |
| --------------------- | ------------------- | ------------------ | ----------------- | ------------------------- | ---------------------- |
| 1º Yeclano Deportivo  | 1º Arroyo C.P.      | 1º Peña Sport F.C. | 1º S.D. Logroñés  | 1º S. D. Ejea             | 1º C.P. Villarrobledo  |
| 2º Águilas F.C.       | 2º C.D. Díter Zafra | 2º C.D. Izarra     | 2º C.D. Alfaro    | 2º C.D. Sariñena          | 2º U.D. Almansa        |
| 3º Mar Menor C.F.     | 3º Extremadura U.D. | 3º C.D. Tudelano   | 3º Haro Deportivo | 3º C.D. Cuarte Industrial | 3º C.D. Azuqueca       |
| 4º La Hoya Lorca C.F. | 4º C.D. Don Benito  | 4º U.D. Mutilvera  | 4º C.D. Varea     | 4º Utebo F.C.             | 4º Albacete Balompié B |

|  | Clasificado para la ruta de campeones de grupo de la promoción de ascenso    |
|  | Clasificado para la ruta de no campeones de grupo de la promoción de ascenso |

### Equipos ascendidos
Los siguientes equipos obtuvieron el ascenso a Segunda División B:
| Grupo I - C.D. Ourense Grupo II - Caudal Deportivo Grupo III - S.D. Noja Grupo IV - Barakaldo C.F. Grupo V - A.E. Prat Grupo VI - No ascendió ningún equipo de este grupo Grupo VII - C.F. Fuenlabrada | Grupo VIII - No ascendió ningún equipo de este grupo Grupo IX - Loja C.D. Grupo X - Atlético Sanluqueño C.F. - San Fernando C.D. Grupo XI - C.E. Constància - C.D. Binissalem Grupo XII - C.D. Marino Grupo XIII - Yeclano Deportivo | Grupo XIV - Arroyo C.P. Grupo XV - Peña Sport F.C. - C.D. Izarra - C.D. Tudelano Grupo XVI - S.D. Logroñés Grupo XVII - No ascendió ningún equipo de este grupo Grupo XVIII - No ascendió ningún equipo de este grupo |